# Gebangan (Krejengan)
Gebangan is een bestuurslaag in het regentschap Probolinggo van de provincie Oost-Java, Indonesië. Gebangan telt 2197 inwoners (volkstelling 2010).